# Gonzalo Bergessio
Gonzalo Rubén Bergessio (Villa Dolores, Córdoba, Argentina; 20 de julio de 1984) es un exfutbolista argentino que se desempeñó como delantero. Su último equipo fue Tristán Suárez de la Primera Nacional argentina.
Además de su país natal, desarrolló su carrera en equipos de Francia, Portugal, Italia, México y Uruguay. Fue internacional con la Selección Argentina. 

## Trayectoria

### Platense y Racing
Tras realizar las divisiones inferiores en Acassuso se incorporó en 2001 a Platense, donde debutó y jugó hasta 2005. Su primer gol con la camiseta blanca y marrón fue en el Clásico de la Zona Norte. Posteriormente tuvo un breve paso por Instituto para luego pasar a Racing en la temporada 2007, en la cual disputó 35 partidos y convirtió 12 goles.

### San Lorenzo de Almagro
En enero de 2008 arriba a San Lorenzo a pedido de Ramón Ángel Díaz por 1.800.000 €.
Su momento de gloria llegaría el 8 de mayo de 2008, realizando una actuación memorable, que sucedió en la Copa Santander Libertadores ante River Plate, ya que San Lorenzo, con 9 jugadores, perdía 2 a 0 el partido de vuelta (la ida la había ganado 2 a 1 en el Nuevo Gasómetro). Esa noche pasaría a la historia siendo uno de los partidos más emotivos de la última década. Gonzalo marcó los dos goles para el "Ciclón" dejando el partido 2 a 2 para así darle a San Lorenzo el pase a los cuartos de final.
Luego de ese partido y por cuartos de final de la Copa Libertadores, convirtió el gol del empate de visitante ante la Liga Deportiva Universitaria de Quito en Ecuador, estando su equipo con un hombre menos. Ese empate le permitió a San Lorenzo llegar a los penales, pero perdió en esta instancia.
Su último gol en Argentina fue en la primera fecha del Apertura 2009, frente a Atlético Tucumán. Bergessio dejaría a San Lorenzo en el Torneo Clausura 2008 con 17 partidos jugados (12 como titular), 7 goles, 1 asistencia y 2 amonestaciones, en la Copa Libertadores 2008, 9 partidos disputados, 4 goles y 2 amarillas, en Torneo Apertura 2008  21 partidos y 7 goles, en el Torneo Clausura 2009 14 encuentros y 8 tantos, y en la Copa Sudamericana 2009 2 encuentros jugados.

### Saint-Étienne
El 24 de agosto de 2009, el club perteneciente a la Primera División de Francia, Saint-Étienne, compró su pase dejándole a San Lorenzo de Almagro alrededor de 6.200.000 € luego de casi dos años en dicha entidad. En realidad San Lorenzo solo tenía los derechos federativos. El 100% de los derechos económicos pertenecían a un grupo económico del cual una parte pertenecía a Marcelo Tinelli.
El 13 de septiembre debuta en el club francés, fue titular contra el Stade Rennais en la caída 1 a 0.
El 19 de septiembre marca su primer gol por Ligue 1 contra AJ Auxerre en el empate 1 a 1. En la temporada 2009/10 jugó 31 partidos y convirtió 2 goles, también jugó la Copa Francia, en donde disputó 4 partidos y no convirtió con un total de 35 partidos y 5 goles.
En la siguiente, solo jugaría media temporada (2010) 16 partidos y ningún gol, jugó Copa Francia y Copa de la Liga Francesa en las cuales jugó 4 partidos y convirtió solo un gol.

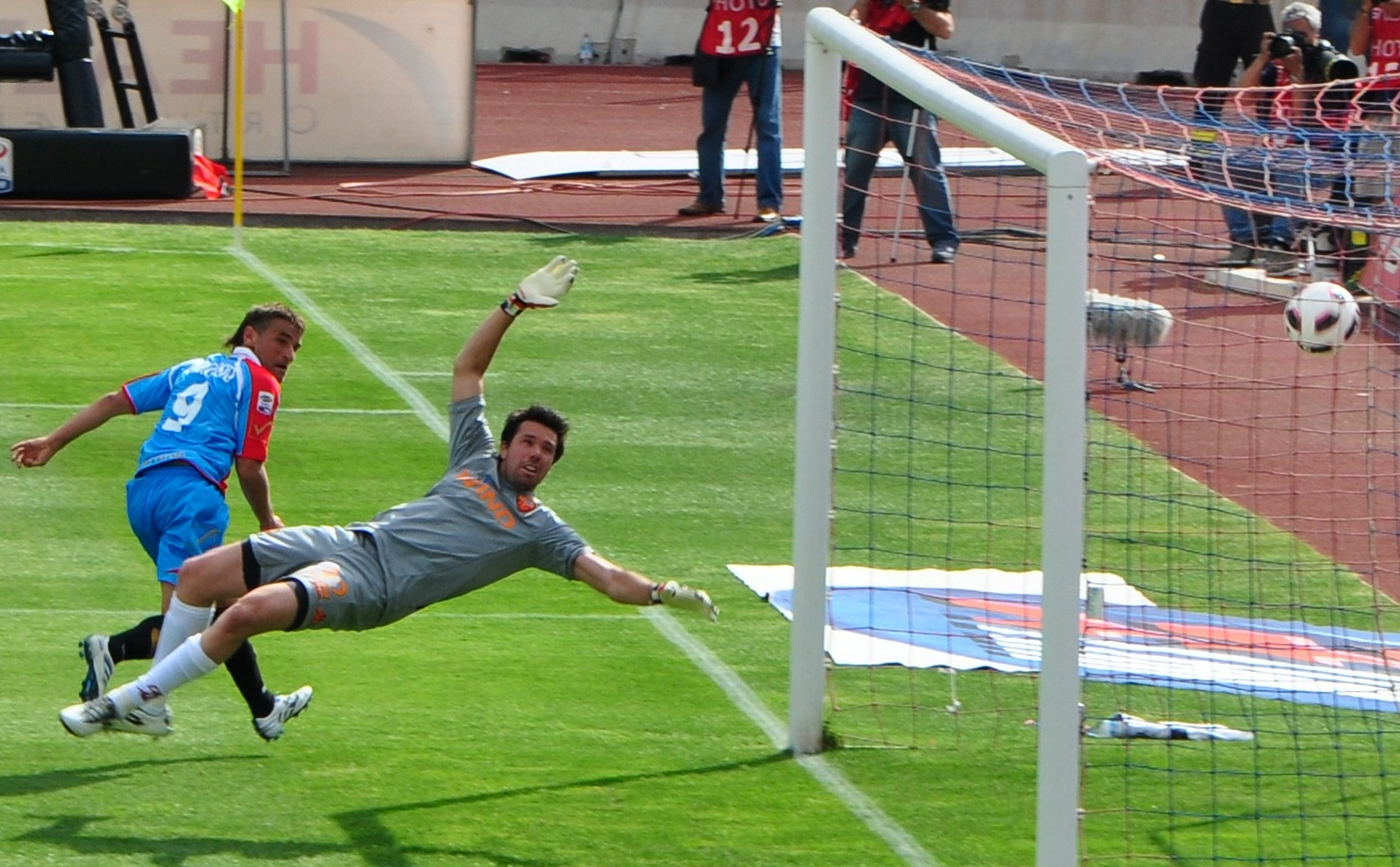
Bergessio anotándole un gol a la A. S. Roma.

### Catania
El 29 de enero de 2011, se informó de su traspaso a la liga italiana, más precisamente al Calcio Catania, donde compartirá plantel con 11 argentinos más.
El 20 de febrero, debuta con el Catania en la caída 1 a 0 ante el Napoli, y el 27 de febrero de 2011 hizo su primer gol en la Serie A ante el Genoa, jugó 13 partidos y convirtió 2 goles, una vez terminado su préstamo, volvió a Francia.

### Segundo paso por Saint-Étienne
El 7 de agosto de 2011 jugó contra Bordeaux de titular. llegó a disputar solo 2 partidos al empezar la temporada 2011/12, pero el Catania decidió comprar al argentino en 1.900.000 € y fue transferido.

### Segundo paso por Catania
El 21 de septiembre de 2011 debuta por segunda vez en el club desde su vuelta contra Genoa en la derrota 3 a 0. En la temporada 2011/12 jugó 34 partidos y convirtió 4 goles.
En la temporada 2012/13 hizo su primer doblete con la camiseta del Catania ante Genoa.
El 7 de octubre marca un gol en la victoria 2 a 0 ante Parma.
Para la temporada 2013/14, tuvo una temporada muy buena y con muchos goles, pero no pudo evitar el descenso de su equipo a la Serie B.

### Sampdoria
El 29 de julio de 2014 es transferido al Sampdoria de la Serie A de Italia, club donde jugó una temporada en la cual disputó 23 partidos de los cuales solo 7 fueron desde el inicio, y marcó 1 gol.

### Atlas
Bergessio es fichado por el Atlas de México a mediados de 2015. En el Torneo Apertura 2015, Gonzalo es titular en 13 encuentros, mientras que sustituye a un compañero en 2 oportunidades, y marca 1 gol. En el Clausura 2016 juega la misma cantidad de partidos pero marca 3 goles.

### Segundo paso por San Lorenzo de Almagro
El 7 de septiembre de 2016 se confirma su vuelta al Club Atlético San Lorenzo de Almagro como jugador libre y por un contrato que lo liga al club hasta junio de 2017. Su debut se produjo el 17 de septiembre en una victoria por 2-1 frente a Vélez Sarsfield en donde asistiría en el segundo gol.
Su primer gol en su vuelta al "Ciclón" se lo marcó el 30 de octubre a Newell's, por la octava fecha del torneo local, en un partido que terminaría 2 a 2.
También le marcó un gol a Independiente por la décima fecha del torneo local tan solo a los 32 segundos, siendo un gol muy rápido. En ese partido Bergessio saldría lesionado con un esguince de rodilla.

### Club Nacional de Football
En enero del año 2018 es fichado por el Club Nacional de Football.
Sus tantos se reparten en 77 por el Campeonato Uruguayo, 10 por la Copa Libertadores, 3 por la Copa Sudamericana y 1 por la Supercopa Uruguaya. Anotó tres goles clásicos, el primero en un amistoso en Estados Unidos, el segundo en el clásico del Apertura 2020 con resultado 1-1 y el último en la Copa Sudamericana 2021 en los octavos de final.
El promedio anotador de Bergessio es impresionante, porque sus 91 goles los convirtió en 174 partidos, lo que le da un promedio de medio gol por encuentro disputado. “Lavandina” sigue confirmando su vigencia, debido a que es Nacional el club en donde ha marcado una mayor cantidad de goles, y es además allí en donde logró su mejor promedio de anotación por partido. El destacado delantero, también logró ser campeón con Nacional en 8 ocasiones, ganándose el cariño de la hinchada.
En la entidad uruguaya, logró 8 títulos:
- Campeonato Uruguayo (X2) (2019 y 2020)
- Supercopa Uruguaya (X2) (2019 y 2021)
- Torneo Intermedio (X2) (2018 y 2020)
- Torneo Clausura (2019)
- Torneo Apertura (2018)

En la temporada 2020 tuvo un rendimiento superlativo, siendo distinguido por la encuesta Futbolx100, organizada por el suplemento Referí del diario El Observador, como Mejor Jugador del Campeonato Uruguayo 2020, mejor delantero, mejor extranjero e integrante del equipo ideal de la temporada, además de tener el mejor año en toda su carrera hablando de registros, siendo el goleador de la temporada con 25 tantos y logrando así, superar a Richard "Chengue" Morales como máximo goleador del siglo XXI en el club. El 13/6/21 en un partido contra Fénix marco su triplete más rápido, tras empezar perdiendo, anotó 3 goles cuando apenas transcurrían 27° del primer tiempo, el encuentro término (3-1) a favor del bolso.

### Regreso a Platense
El 31 de diciembre del 2021 se confirmó su vuelta al club de sus amores luego de 16 años de triunfar en otros equipos. Sin embargo, su regreso no fue el esperado y tan solo pudo convertir en 4 ocasiones (Talleres, Sarmiento, Belgrano y Godoy Cruz fueron sus víctimas). Sumado a esto sufrió una grave lesión que le impidió formar parte del equipo durante unos meses.  

## Estadísticas
| Club                 | País      | Año       | Partidos | Goles | Promedio |
| -------------------- | --------- | --------- | -------- | ----- | -------- |
| Platense             | Argentina | 2001-2005 | 90       | 28    | 0.31     |
| Instituto de Córdoba | Argentina | 2005-2006 | 37       | 6     | 0.16     |
| Racing Club          | Argentina | 2006      | 35       | 13    | 0.37     |
| Benfica              | Portugal  | 2007      | 9        | 0     | 0        |
| San Lorenzo          | Argentina | 2008-2009 | 70       | 28    | 0.4      |
| Saint-Étienne        | Francia   | 2009-2010 | 55       | 10    | 0.18     |
| Catania (cedido)     | Italia    | 2011      | 13       | 5     | 0.38     |
| Saint-Étienne        | Francia   | 2011      | 2        | 0     | 0        |
| Catania              | Italia    | 2011-2014 | 100      | 32    | 0.32     |
| Sampdoria            | Italia    | 2014-2015 | 24       | 2     | 0.08     |
| Atlas de Guadalajara | México    | 2015-2016 | 37       | 8     | 0.22     |
| San Lorenzo          | Argentina | 2016-2017 | 25       | 2     | 0.08     |
| Vélez Sarsfield      | Argentina | 2017      | 4        | 2     | 0.5      |
| Nacional             | Uruguay   | 2018-2021 | 174      | 91    | 0.52     |
| Platense             | Argentina | 2022      | 25       | 4     | 0.16     |
| Tristán Suárez       | Argentina | 2023      | 29       | 7     | 0.21     |
| Total                | Total     | Total     | 729      | 238   | 0.33     |

## Palmarés

### Títulos nacionales
| Título              | Club     | País      | Año  |
| ------------------- | -------- | --------- | ---- |
| Primera B           | Platense | Argentina | 2006 |
| Torneo Apertura     | Nacional | Uruguay   | 2018 |
| Torneo Intermedio   | Nacional | Uruguay   | 2018 |
| Supercopa Uruguaya  | Nacional | Uruguay   | 2019 |
| Torneo Clausura     | Nacional | Uruguay   | 2019 |
| Campeonato Uruguayo | Nacional | Uruguay   | 2019 |
| Torneo Intermedio   | Nacional | Uruguay   | 2020 |
| Campeonato Uruguayo | Nacional | Uruguay   | 2020 |
| Supercopa Uruguaya  | Nacional | Uruguay   | 2021 |

- Inició el torneo con Platense, pero jugó solo los dos primeros partidos antes de ser transferido a Instituto de Córdoba.